# Störaustastung
Störaustastung (englisch interference blanking) kommt u. a. in kommerziellen oder halb-professionellen Empfängern zur Anwendung.
Im ZF-Verstärker werden kurzzeitige Störimpulse detektiert und das ZF-Signal für die Dauer der Störung komplett ausgetastet. Da das Erkennen eines Störimpulses eine gewisse Zeit benötigt, befindet sich die Austastelektronik meistens nach einem Keramikfilter. Die Laufzeit des Filters gleicht die Erkennungszeit für den Störimpuls aus, so dass nur der Störimpuls eliminiert wird.
Da die Austastung in schmalbandigen ZF-Verstärkern aber auch negative Effekte hat, ist die Störaustastung immer abschaltbar.
Kurze, prasselnde Störgeräusche, wie sie z. B. von nicht entstörten Zündanlagen verursacht werden, können so wirksam bekämpft werden. Die Störaustastung verbessert den Empfang für alle Modulationsarten, ist aber besonders bei Amplitudenmodulation gut wirksam.
Auch bei Schallplatten-Abtastung und Lichtton treten durch Schmutz und Kratzer ganz ähnliche Störungen auf. Man kann sie auf folgende Weise beseitigen:
- Offline-Bearbeitung am Computer mit geeigneter Software und teilweise per Hand;
- Wiedergabe über einen mit geeigneter Software arbeitenden Computer oder DSP (Digitale Signalprozessoren);
- elektronische Schaltung zur Störaustastung, die Störungen bei der Schallplatten-Wiedergabe u. a. daran erkennt, dass sie Frequenzanteile oberhalb des NF-Bereiches der Schallplatte detektiert.

Allen diesen Störaustast-Techniken ist gemeinsam, dass das Signal mehr oder weniger verzögert zur Verfügung steht und die ausgetasteten Lücken wieder gefüllt werden müssen:
- im einfachsten Fall durch lineare Interpolation;
- aufwendiger durch Analyse des Frequenzspektrums des Audiosignales und Interpolation mit höherer Ordnung.

In jedem Fall ist bei Störaustastung mit einem Informationsverlust im mathematischen Sinne zu rechnen. Unter Umständen können akustische Ereignisse verloren gehen (z. B. beim Geräusch eines knisternden Feuers).